# Oerjgrinder
Oerjgrinder ist eine belgische Grindcore-Band.

## Geschichte
Oerjgrinder wurde 2003 als Grindcore-Band gegründet. Mittlerweile fließen viele verschiedene Musikrichtungen mit ein. Grind- und Hardcore gemischt mit Elementen aus den Bereichen Dance, Reggae, Metal und vielen mehr.
Oerjgrinder besteht aus Bandmitgliedern von Nasty, Slam Coke und Punished Earth.

## Diskografie

### Demos
- 2003: Parental Advisory Because … Sh*t
- 2005: Sull Head

### Alben
- 2008: Grind My Bitch Up (Coyote Records)
- 2011: Grind from Da Hood (One Life One Crew Records)
- 2016: Jungle Bones Juggle (Headshot)

### Sonstige
- 2007: Destroy the Mainstream (4 Way Split)
- 2010: Most Fucked Up Split Ever (Split mit Calvaria Fuck Fever)
- 2010: Putrified J Vs OerjgrindeR – The Bwittle (EP)
- 2011: 2012 Reasons to Kill Humanity (MCD)